# 이웃집 좀비
《이웃집 좀비》(The Dead Next Door)는 미국에서 제작된 J.R. 북월터 감독의 1989년 공포 영화이다. 피트 페리 등이 주연으로 출연하였고 J.R. 북월터 등이 제작에 참여하였다.

## 출연

### 주연
- 피트 페리
- 보그단 페식
- 마이클 그로시
- 졸리 재커나스

### 조연
- 로버트 코카이
- 플로이드 에윙 주니어
- 로저 그레이엄
- 마리아 마르코비치

## 기타
- 공동제작: 스콧 P. 플러머
- 라인프로듀서: 졸리 재커나스
- 협력프로듀서: 마이클 토드
- 미술: 존 킬로그
- 의상: 루이즈 레이닌거
- 배역: 졸리 재커나스
- 배역: 존 킬로그